# Edmond Van Dieren
Edmond Joseph Van Dieren, né le 11 novembre 1879 à Gand et décédé le 29 janvier 1961 à Bruxelles fut un homme politique catholique et nationaliste flamand.
Van Dieren fut docteur en droit (Université catholique de Louvain, 1902). Il fut dirigeant du Vlaamse Volksbeweging (1952-1956).
Il fut élu sénateur de l'arrondissement de Malines-Turnhout de 1929 à 1932 et de 1936 à 1945.

## Sources
- Bio sur ODIS